# Courantgen de Vannes
Courantgen de Vannes  (floruit IXe siècle) est un ecclésiastique breton qui fut évêque de Vannes vers 848-869.

## Contexte
En avril 849, Nominoë réunit à Coët Louh une assemblée de clercs et de laïcs, qui condamne pour simonie et dépose les évêques Suzannus de Vannes, Félix de Quimper, Salacon de Dol et Liberalis de Léon soupçonnés d'être favorable au pouvoir carolingien et  qui sont remplacés par des « évêques bretons ». Il semble toutefois qu'une vacance soit intervenue dans le diocèse de Vannes, car Courantgen n'y est mentionné comme évêque que le 14 mai 850, lors d'une donation faite en faveur de l'abbaye de Redon.
Pendant le règne d'Erispoë, Courantgen intervient dans plusieurs des actes du cartulaire de Redon, mais il est capturé en 854 par les Normands avec le comte Pascweten, gendre de  Salomon de Bretagne, et n'est racheté par ses chanoines qu'après le 14 février 855.
Le 14 juin 859, il est mentionné parmi les intrus imposés par Nominoë dans la lettre des évêques du concile de Savonnières adressée à « Félix et Garnobrius » les exhortant à se soumettre au métropolitain de Tours. Il conserve toutefois son diocèse et est encore mentionné comme évêque de Vannes dans une notice du cartulaire de Redon du 7 août 868 et semble être décédé à la fin de cette année ou début de la suivante.

## Sources
- Liste officielle des prélats du diocèse de Vannes de l'Église catholique Diocèse de Vannes Liste chronologique des Évêques de Vannes.
- Arthur de La Borderie, Histoire de la Bretagne, vol. II, Mayenne, Joseph Floch (réédition), 1975, 556 p., p. 78,92,103,110,113,114,215,267,337
- Noël-Yves Tonnerre, Naissance de la Bretagne, Angers, Presses de l'Université d'Angers, 1994, 621 p. (ISBN 978-2903075583), p. 89,92,267
- André Chédeville & Hubert Guillotel, La Bretagne des Saints et des rois  Ve – Xe siècle, Rennes, Ouest-France Université, 1984, 423 p. (ISBN 2858826137), p. 268,273,288,305,307,308.
- Joseph-Marie Le Mené, Histoire du diocèse de Vannes, vol. I, Vannes, librairie Eugène Lefolye, 1888, 537 p.